# Mierlă de apă
Mierla de apă sau mierlă de pârâu, pescărelul negru (Cinclus cinclus) este o pasăre din ordinul paseriformelor (Passeriformes), familia cinclidelor (Cinclidae) cu o mărimea de 17–20 cm, brună-negricioasă pe spate cu o pată albă, mare pe piept și gușă, cu coadă scurtă și ridicată în sus,care trăiește pe lângă râurile de munte și se hrănește larve acvatice și alevini de pești.

## Descrierea
Are o lungime de 17–20 cm (între vrabie și mierla neagră), masculul are o greutate 53-76 g, femela 46-72 g. Coloritul este cafeniu închis (sau negru-cenușiu) pe partea superioară; are o pată albă, mare pe piept și gușă; abdomenul este cafeniu închis sau brun-roșcat în funcție de rasă, partea de jos a abdomenului este cafeniu închis. Unele rase asiatice au partea inferioară mare, albă. Ciocul este drept, negru-albăstrui. Picioarele sunt plumburii.

## Răspândire
Numeroase populații separate sunt în zonele muntoase din Europa (de la Irlanda, nordul Norvegiei, Iberia, centrul și sudul Europei până în Italia și Grecia, Urali și Caucaz), Africa de Nord, Turcia, Asia Centrală (până în Tibet) și China de Vest. În general, este o pasăre sedentară, dar unele păsări scandinave iernează în statele baltice, Polonia, regiunile adiacente din Rusia, iar populația din Urali pare a fi parțial migratoare.

## Habitat
Este răspândită pe cursul râurilor repezi din zona pădurilor de conifere și ale celor mixte, ocazional, pe malurile lacurilor stâncoase.

## Comportamentul
Este o pasăre teritorială, locuiește în perechi, de-a lungul râurilor. Vânează în și sub apă. Cântecul este un ciripit melodios, murmurător; ambele sexe cântă. Emite un puternic penetrant "zit-zit."

## Hrana
Se hrănesc, în principal, cu nevertebrate acvatice (crustacee, larve acvatice etc), de asemenea, cu icre și pește mic, pe care le prinde, de obicei, sub apă din albia râurilor.

## Reproducerea

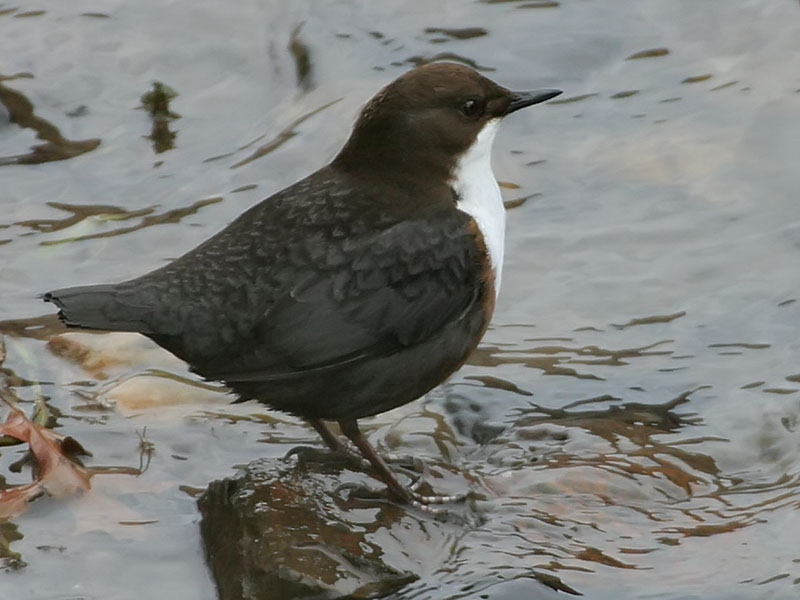
Mierla de apă

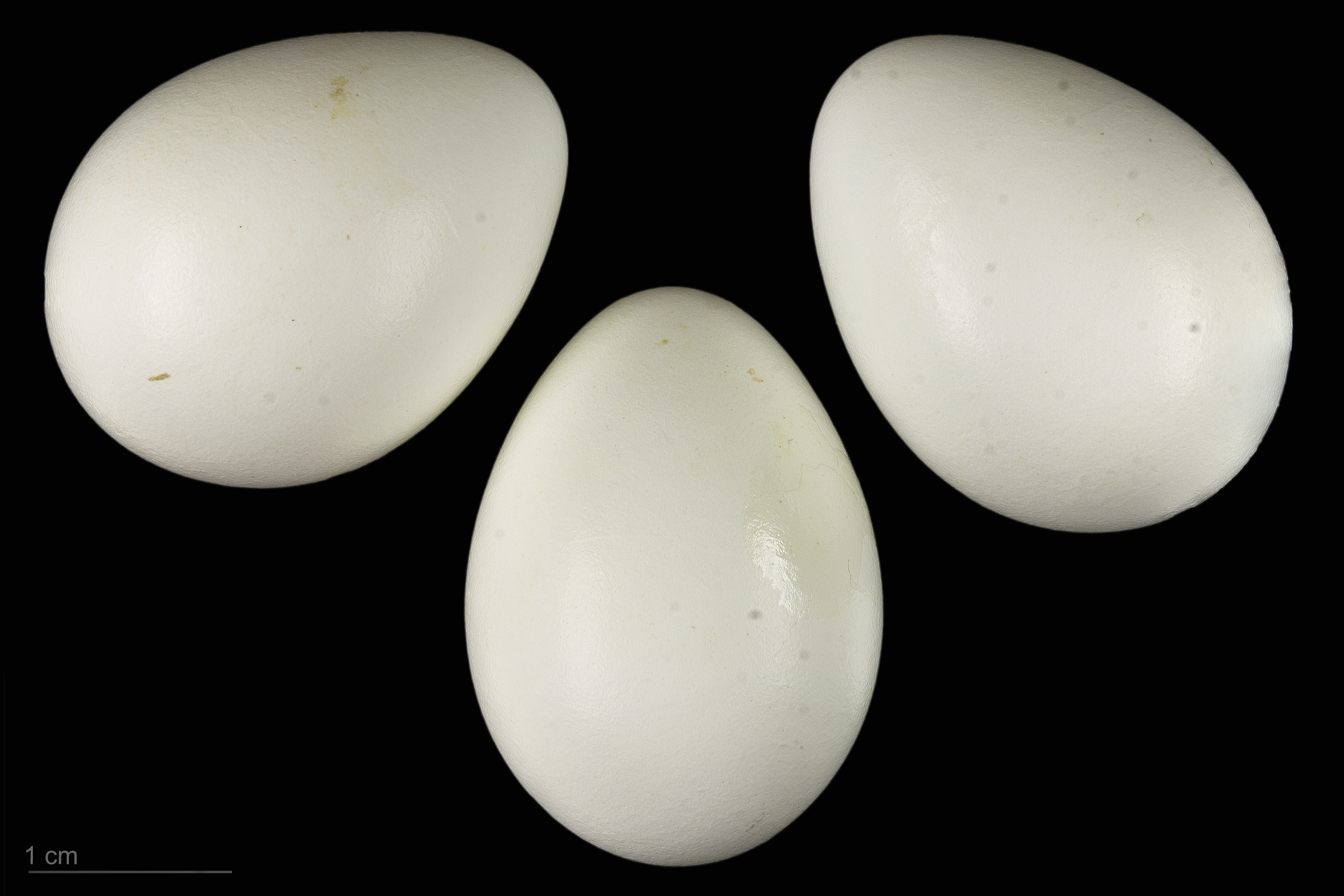
Cinclus cinclus - MHNT

Cuibul este în apropierea sau deasupra apei, în adâncituri de mal, crăpăturile stâncilor, printre rădăcinile copacilor de pe mal, într-o nișă sau pe construcții artificiale (o ieșitură sub pod, în canalele de scurgere), adesea în spatele căderilor de apă, mai rar pe pietre în mijlocul apei sau în caz de mari inundații, pe copaci. Este o construcție spațioasă bombată, din mușchi și tulpini de iarbă, căptușită cu frunze uscate și acoperită cu mușchi. Acoperișul, depășind marginea cuibului, lasă o intrare laterală în cuib, îndreptată spre apă. Este construit de ambele sexe.
Ponta. Femela depune zilnic 1-7, de obicei, 4-6 ouă, începând de la sfârșitul lui martie până la începutul lui aprilie. Ouăle sunt depuse de 2, mai rar de 3 ori pe an. Ouăle sunt netede, mate, albe nemarcate, fusiforme, puternic ascuțite către capătul îngustat
Incubația durează 12-18 zile, de obicei, 16 zile. Clocește numai femela.
Puii sunt nidicoli; rămân în cuib 19-25 de zile, de obicei, 22 de zile și sunt îngrijiți de ambii părinți. Înainte de a fi capabili să zboare, puii pot înota și se pot scufunda. Pe cap și pe spate au puf lung, des, de culoare gri închis; gâtlejul este galben-portocaliu; umflătura marginală a ciocului este galben-albicioasă.
Sunt, de obicei, păsări monogame, rar poligame.

## Starea de conservare
Nu este o specie amenințată. În general, este larg răspândită într-un habitat adecvat, dar frecvent multe populații sunt în declin, unele scăzând îngrijorător. Recolonizează habitatul anterior în cazul în care poluarea încetează sau calitate apei se îmbunătățește. Subspecia olympicus a dispărut în Cipru.

## Semnificația pentru om
Nu au însemnătate economică. Este un simbol al frumuseței și menținerii intacte al regiunii de munte.

## Taxonomie
Sunt descrise câteva subspecii, dintre care 3 în România:
- Cinclus cinclus aquaticus
- Cinclus cinclus baicalensis
- Cinclus cinclus cashmeriensis
- Cinclus cinclus caucasicus
- Cinclus cinclus cinclus
- Cinclus cinclus gularis
- Cinclus cinclus hibernicus
- Cinclus cinclus leucogaster
- Cinclus cinclus meridionalis
- Cinclus cinclus minor
- Cinclus cinclus olympicus
- Cinclus cinclus persicus
- Cinclus cinclus przewalskii
- Cinclus cinclus rufiventris
- Cinclus cinclus uralensis

## Prezența și răspândire în România
În România este prezentă tot timpul anului; este răspândită în Carpați, de-a lungul râurilor repezi, de mare altitudine, rar mai jos, în zona pădurilor de conifere și de amestec. Iarna coboară spre zonele mai joase de șes ale râurilor, fără însă a ne părăsi țara. Este una din puținele specii ce însuflețește cu prezența ei apele spumegate.
În România trăiesc 3 subspecii:
- Cinclus cinclus cinclus (L., 1758) – mierlă neagră nordică, pescărel negru
- Cinclus cinclus aquaticus (Bechst., 1803) - mierlă de apă
- Cinclus cinclus meridionalis (Ch. L. Brehm, 1856 – mierlă neagră sudică